# Prowincja Mustaghanim
Prowincja Mustaghanim (arab. ولاية مستغانم) – jedna z 48 prowincji Algierii, znajdująca się w północnej części kraju. 